# Cleora determinata
Cleora determinata är en fjärilsart som beskrevs av Walker 1860. Cleora determinata ingår i släktet Cleora och familjen mätare. Inga underarter finns listade i Catalogue of Life.